# Hrabstwo Colquitt

Piramida wieku hrabstwa

Hrabstwo Colquitt (ang. Colquitt County) – hrabstwo w stanie Georgia w Stanach Zjednoczonych. Hrabstwo nazwane na cześć Waltera Terry'ego Colquitta, amerykańskiego senatora. Jego siedzibą administracyjną jest Moultrie.

## Geografia
Według spisu z 2000 roku obszar całkowity hrabstwa obejmuje powierzchnię 556,55 mil2 (1441,46 km²), z czego 552,27 mil2 (1430,37 km²) stanowią lądy, a 4,28 mil2 (11,09 km²) stanowią wody.

### Miejscowości
- Berlin
- Doerun
- Ellenton
- Funston
- Moultrie
- Norman Park
- Riverside

### Sąsiednie hrabstwa
- Hrabstwo Tift (północny wschód)
- Hrabstwo Cook (wschód)
- Hrabstwo Brooks (południowy wschód)
- Hrabstwo Thomas (południowy zachód)
- Hrabstwo Mitchell (zachód)
- Hrabstwo Worth (północny zachód)

## Demografia
Według spisu w 2020 roku liczy 45,9 tys. mieszkańców, co oznacza wzrost o 0,9% w porównaniu z poprzednim spisem z roku 2010. 54,1% stanowią białe społeczności nielatynoskie, 24% to Afroamerykanie lub czarnoskórzy, 20,5% to Latynosi, 1,4% było rasy mieszanej, 1,2% to rdzenna ludność Ameryki i 1% to Azjaci.

## Polityka
W wyborach prezydenckich w 2020 roku, 73,2% głosów otrzymał Donald Trump i 26% przypadło dla Joe Bidena.

## Religia
W 2020 roku większość mieszkańców to protestanci, z największą denominacją Południową Konwencją Baptystów (31,8%). Inne religie obejmowały świadków Jehowy (2,6%), katolików (1,4%) i mormonów (0,82%).